# Springdale (Wisconsin)
Springdale es un pueblo ubicado en el condado de Dane en el estado estadounidense de Wisconsin. En el Censo de 2010 tenía una población de 1.904 habitantes y una densidad poblacional de 20,85 personas por km².

## Geografía
Springdale se encuentra ubicado en las coordenadas 42°58′34″N 89°39′9″O / 42.97611, -89.65250. Según la Oficina del Censo de los Estados Unidos, Springdale tiene una superficie total de 91.33 km², de la cual 91.29 km² corresponden a tierra firme y (0.04%) 0.04 km² es agua.

## Demografía
Según el censo de 2010, había 1.904 personas residiendo en Springdale. La densidad de población era de 20,85 hab./km². De los 1.904 habitantes, Springdale estaba compuesto por el 97.43% blancos, el 0.47% eran afroamericanos, el 0.21% eran amerindios, el 0.42% eran asiáticos, el 0.05% eran isleños del Pacífico, el 0.68% eran de otras razas y el 0.74% pertenecían a dos o más razas. Del total de la población el 1.52% eran hispanos o latinos de cualquier raza.